# Aitken (cráter)

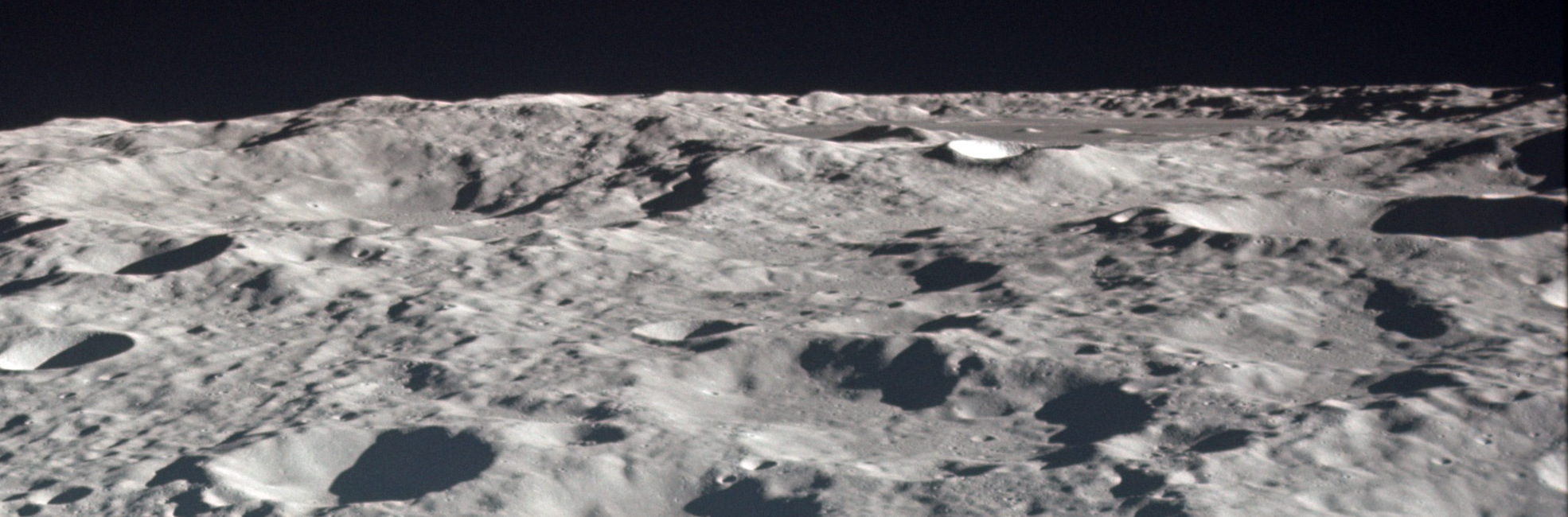
Fotografía de la misión Apolo 11

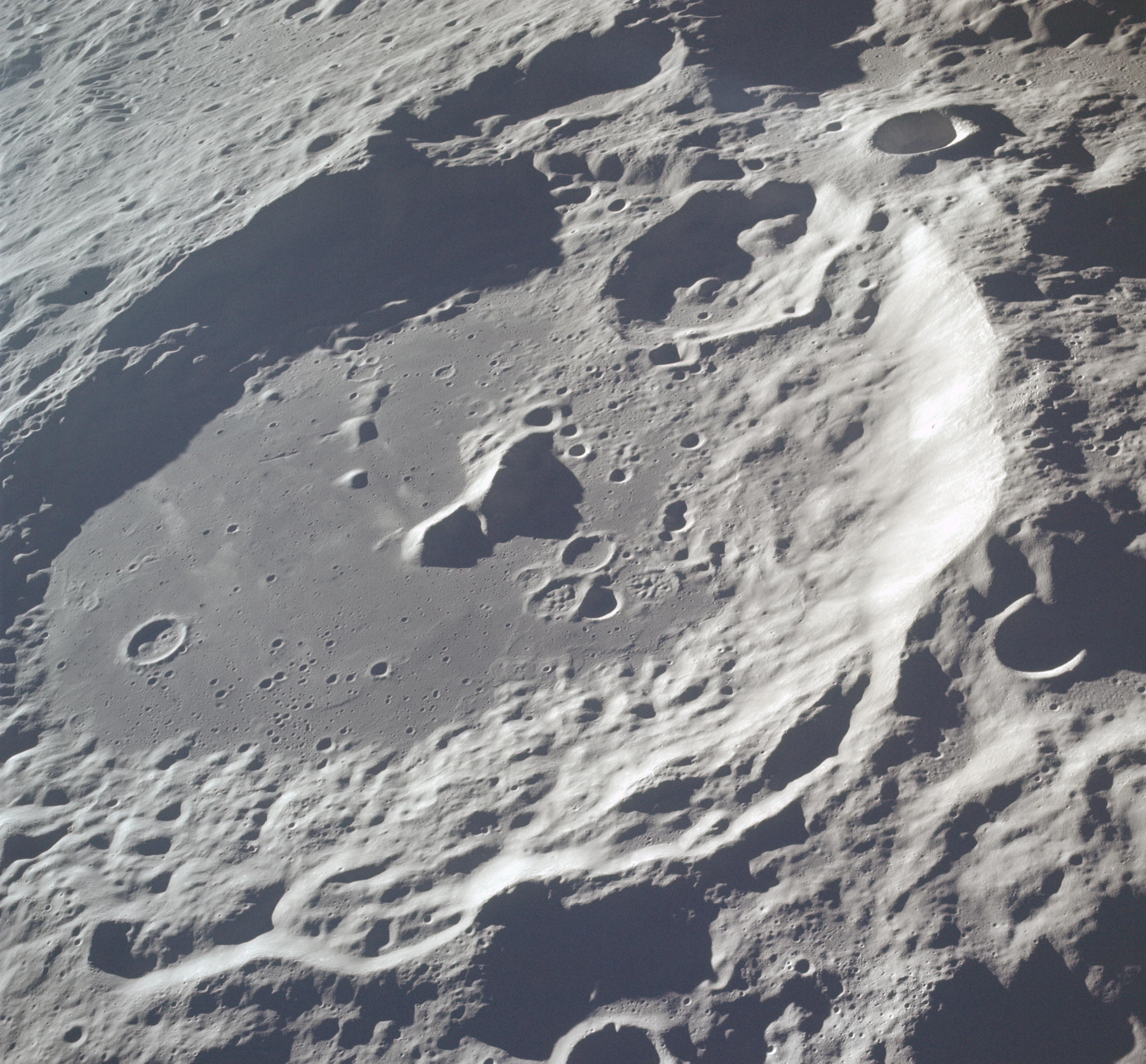
Vista oblicua, también desde el Apolo 17

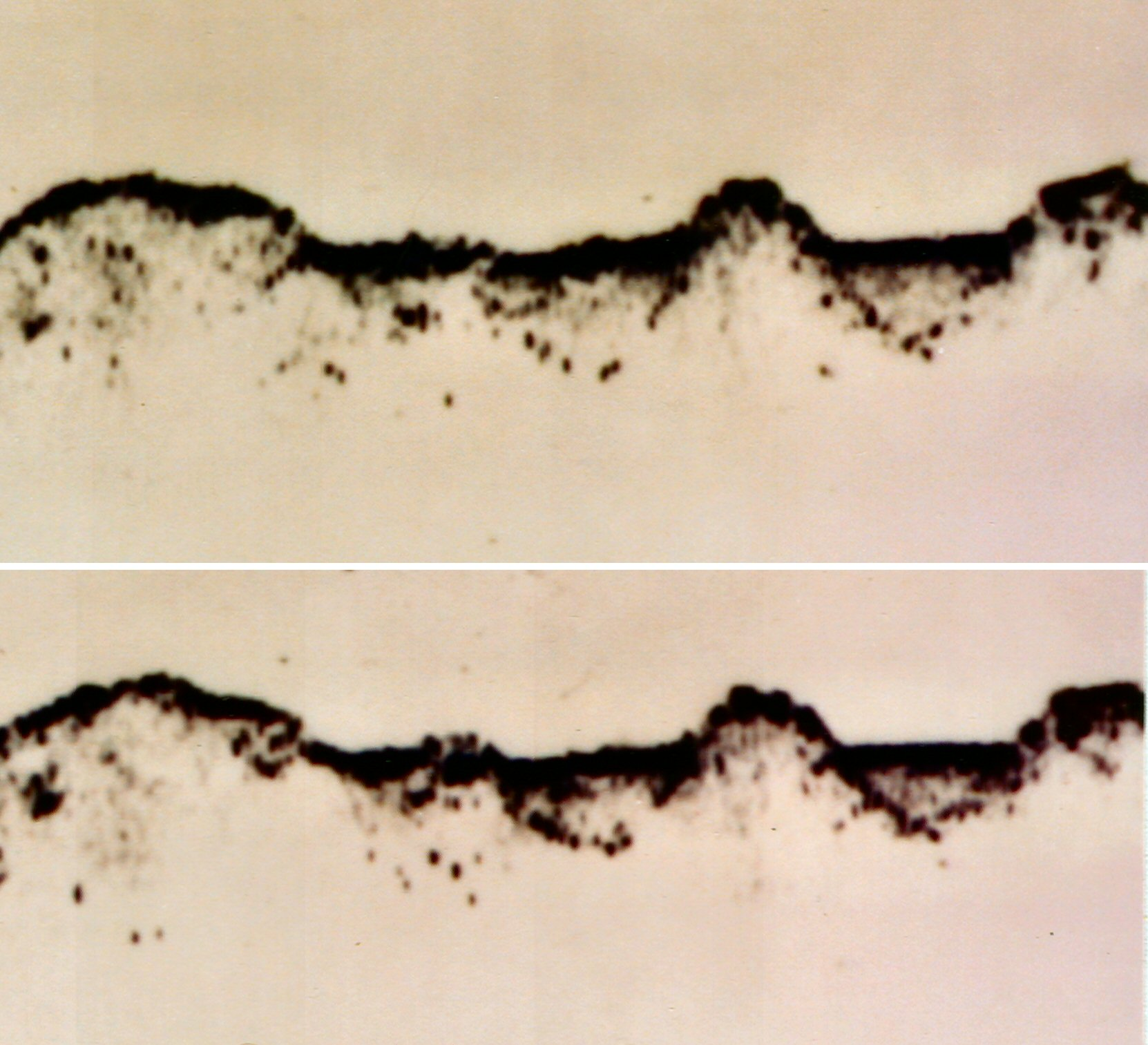
Secciones transversales del centro del cráter Aitken obtenidas mediante barridos de radar

Aitken es un gran cráter de impacto perteneciente a la cara oculta de la Luna. Está ubicado al sureste del cráter Heaviside y al norte de Van de Graaff, un cráter de aspecto inusual. Unido al borde suroeste se halla Vertregt. Al sureste aparece el cráter Bergstrand, más pequeño.
La pared interna de Aitken aparece aterrazada, y varía notablemente en anchura, con la parte más estrecha en el sudoeste. El cráter Aitken Z se encuentra en la pared norte interior. Justo al norte del borde está el pequeño cráter Aitken A, que está rodeado por un manto de material eyectados, de albedo más claro. El suelo interior resurgió en el pasado por la afluencia de flujos de lava más oscura, especialmente en la mitad sur. También presenta varios pequeños impactos de cráter en el sector este de la plataforma interior, una línea central de arcos justo al este del punto medio y una línea de crestas más pequeñas en la mitad occidental.
Este cráter se encuentra en el borde norte de la inmensa Cuenca Aitken, que recibió su nombre de este cráter y del polo sur de la luna, los dos puntos extremos de este elemento.
Aitken era un objetivo de observación de la misión Apolo 17 debido a que la órbita del Módulo de Mando y Servicio de Apolo pasaba directamente sobre él.
El cráter fue designado así en memoria de Robert Grant Aitken, un astrónomo estadounidense que se especializó en sistemas estelares binarios.

## Cráteres satélite
Por convención estos elementos son identificados en los mapas lunares poniendo la letra en el lado del punto medio del cráter que está más cercano a Aitken.
|        | \| Aitken \| Coordenadas \| Diámetro \| \| ------ \| ------------------------------- \| -------- \| \| A \| 14°00′S 173°42′E / -14.0, 173.7 \| 13 km \| \| C \| 14°00′S 175°48′E / -14.0, 175.8 \| 74 km \| \| G \| 16°48′S 174°12′E / -16.8, 174.2 \| 7 km \| \| N \| 17°42′S 172°42′E / -17.7, 172.7 \| 7 km \| \| Y \| 12°00′S 173°12′E / -12.0, 173.2 \| 35 km \| \| Z \| 15°06′S 173°18′E / -15.1, 173.3 \| 33 km \| |          |
| Aitken | Coordenadas | Diámetro |
| A      | 14°00′S 173°42′E / -14.0, 173.7 | 13 km    |
| C      | 14°00′S 175°48′E / -14.0, 175.8 | 74 km    |
| G      | 16°48′S 174°12′E / -16.8, 174.2 | 7 km     |
| N      | 17°42′S 172°42′E / -17.7, 172.7 | 7 km     |
| Y      | 12°00′S 173°12′E / -12.0, 173.2 | 35 km    |
| Z      | 15°06′S 173°18′E / -15.1, 173.3 | 33 km    |

## Referencias

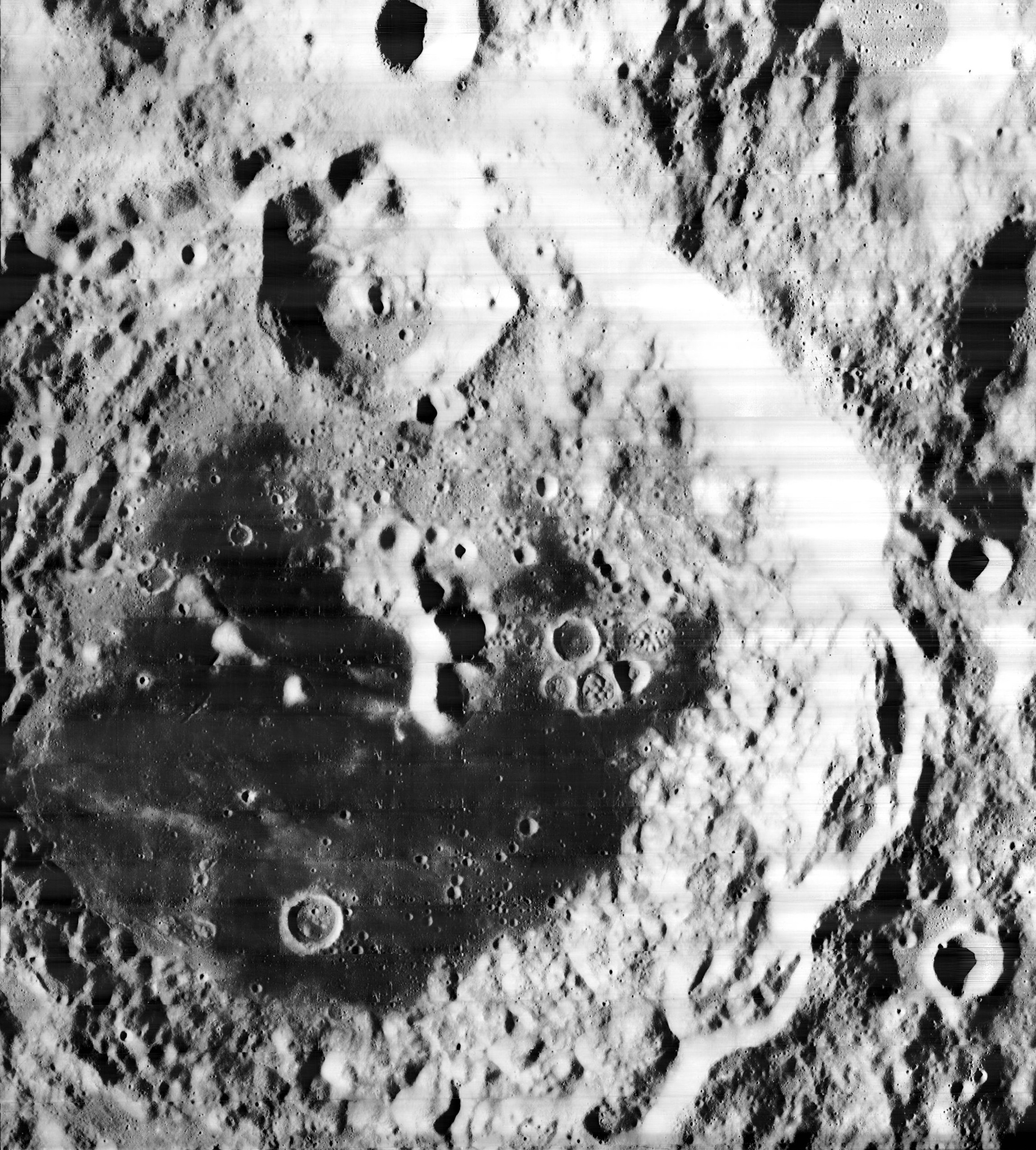
Imagen de la misión Lunar Orbiter 2 de gran parte de Aitken